# Rodolfo Nieto
Rodolfo Nieto Labastida, (Oaxaca, 13 de julio de 1936 - Ciudad de México, 24 de junio de 1985) fue un pintor mexicano.

## Biografía
De 1953 a 1954, Nieto asistió a la Escuela Nacional de Pintura, Escultura y Grabado “La Esmeralda”, en la Ciudad de México, donde estudió pintura. Deseoso de 
ampliar sus influencias artísticas, en 1960 Nieto se mudó a París. Ahí vivió durante casi diez años con su primera esposa, Marta Guillermoprieto. En París Nieto trabajó litografía en diversos talleres (taller de Mourlot, por ejemplo), y grabado en metal en el taller de William Hayter; también frecuentó el taller Bramsen. 1963 fue para Nieto un año muy productivo: ingreso a la prestigiada Galerie de France y ese mismo año tuvo ahí su primera exposición; con el óleo Hombre en el metro participó en la Bienal de París y obtuvo el premio de la Bienal. En París conoce a Julio Cortázar y a Octavio Paz amistades que serán significativas para el pintor. En 1965 aparece la publicación del  Manual de Zoología Fantástica de Jorge Luis Borges ilustrado por Nieto para la editorial de Maurice Nadau. En esos años también cultivó la amistad con Severo Sarduy, Carlos Fuentes y Mario Vargas Llosa entre otros creadores. En 1967 realizó una serie de litografías en el atelier de Michel Casse. Ese mismo año elaboró la escenografía para el ballet de Graciela Martínez que se presentó en Museo de Arte Moderno de París. En 1968 trabajó para la editorial alemana Manus Press una serie de xilografías basadas en el texto Bestiario de Juan José Arreola. Ese mismo año "Nieto regresa a México por insistencia de Martha. Al poco tiempo se separan". En 1970 recibió los premios de la Bienal de Caen y de la Bienal de Menton.
Parte importante de su desarrollo artístico fueron los apuntes de animales que tomaba en zoológicos y que culminó con la serie del Zoológico de Basilea dedicada a la figura de "Tarzán", historieta del famoso dibujante Burne Hogarth, que tanto admiraba. En el catálogo de dichos dibujos Nieto escribió:
“Le dedico a Burne Hogarth, en memoria a las historias de Tarzán de mi infancia, la serie de animales que dibujé mientras estaba en Suiza, de igual forma, las xylografías que creé en Múnich y París”.
En Europa Nieto había ganado reconocimiento en el mundo del arte; en México su trabajo también fue aceptado por la crítica especializada. Entabla una relación con NancyNancy NietoGlenn con quien se casó y posteriormente se divorció.
En 1973 Rodolfo Nieto trabajó en el taller de Andrew Vlady en una serie de litografías y con Leo Acosta en la elaboración de xilografías. Además de la pintura continuó explorando la xilografía, el collage, la acuarela, el gouache, ensamblajes, así como la tinta china y el grafito. En 1978 realizó obras grafícas en el taller de grabado en metal de Mario Reyes. En 1980 recibió el Premio Lubian en Italia. Entre 1982 y 1983 incursionó en el tapiz con Emiliano Mendóza en Teotitlán del Valle, Oaxaca.
El 24 de junio de 1985 como consecuencia de una afección renal, Rodolfo Nieto falleció en la Clínica Londres, Ciudad de México. A partir de entonces se le han realizado numerosos homenajes y exposiciones retrospectivas.

## Arte

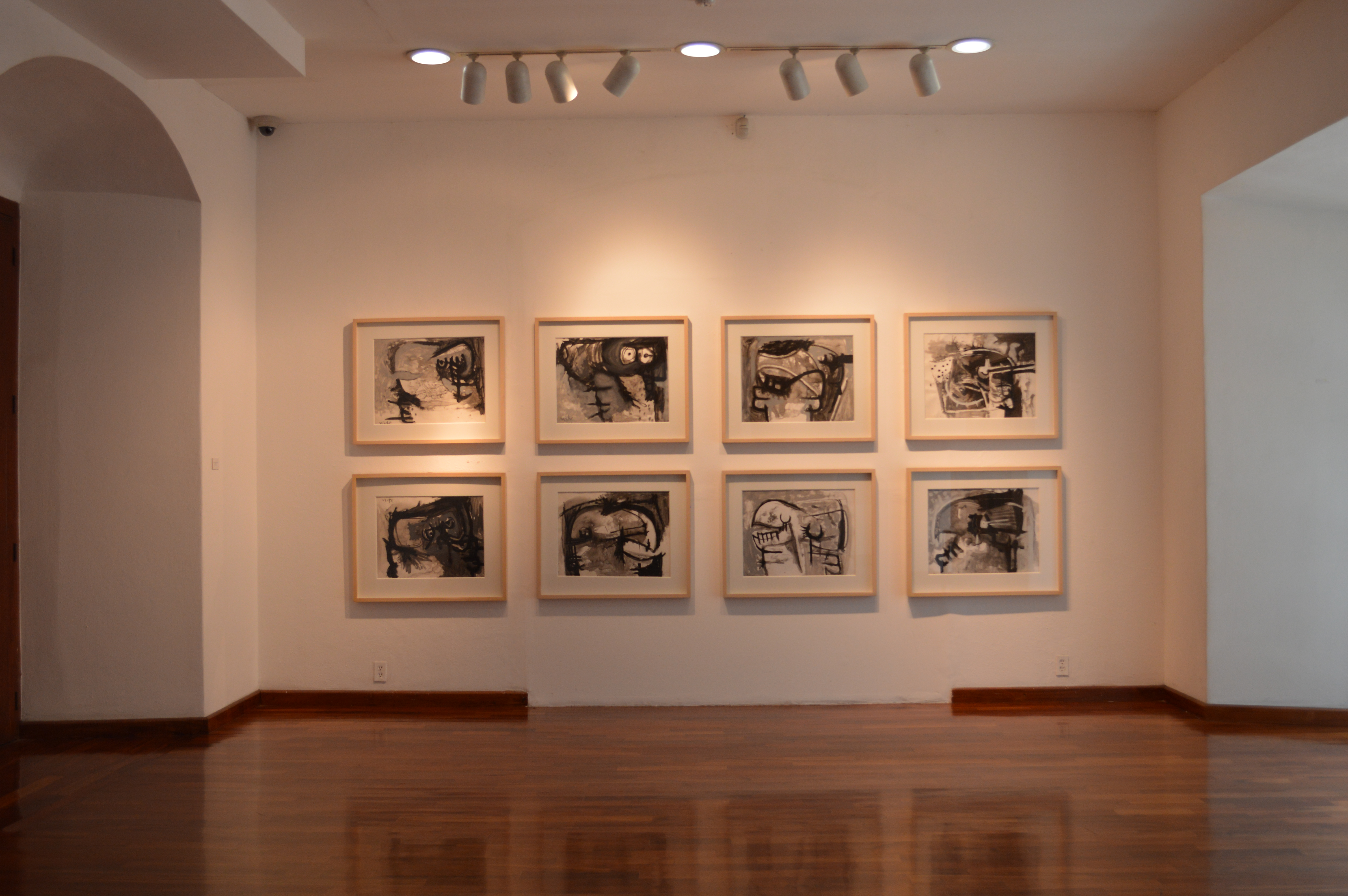
Exhibición Zoologico Mental en el Museo de los Pintores Oaxaquenos

Fernando Gamboa afirmó que; el ruido y la melodía; la figura humana y la línea gráfica; la expresión y la invención; la realidad y la ficción, están entretejidas en los lienzos de Nieto. Quien formó parte de la Generación de la Ruptura. Nieto estuvo en la Escuela de Oaxaca, donde hizo trabajos basados en mitos y leyendas del estado. Nieto trabajó en diversas técnicas como: dibujo a lápiz, pastel y aceite. Su obra es semi-abstracta en el reino del realismo mágico. Su tiempo en Europa fue importante para el desarrollo de su lenguaje visual, pero aun así continuó utilizando los colores e imágenes de su estado nativo. Cuando regresó a México, estudió arte prehispánico y popular que le llevó a simplificar las formas.
Sus pinturas más populares son de Toros. Estas piezas se han vendido en el rango de seis cifras. Los animales están muy presentes en sus obras como lo muestra su exposición de 1967 Bestiario, una serie de dibujos realizados en el jardín zoológico de Basilea. En este álbum de dibujos y en otras de sus obras Nieto busca retratar lo absurdo e ilógico de la vida animal dentro de un zoológico y critica el sentido educativo con que la sociedad liberar intenta justificar estos actos.
A menudo se le preguntó si era un pintor abstracto. Nieto siempre se defendía de esa idea, y no entendía cómo se podía confundir la gente, ya que nunca había dejado de hacer figuración, pero ciertamente no era realista. Dijo a su hermano Carlos entre risas: “Si hubiera querido enviar un mensaje, en vez de hacer pintura abstracta, hubiera escrito una novela.”
“Al igual que otros artistas de la época como Rufino Tamayo y Francisco Toledo, creó un estilo propio fusionando sus raíces con las corrientes internacionales”
“Rodolfo Nieto se caracterizó por la pasión hacia su trabajo, ya que dedicaba horas pintando hasta que todo estuviera perfecto. De lo contrario, rompía la obra y la desechaba.”

## Técnica del pastel
En 1976 Rodolfo Nieto descubre la técnica de pastel:
“Pinto. No sé hacer otra cosa. ‘¡Hélas!’ Pinto en pastel porque es un desafío. Exige el máximo rigor y espontaneidad. El pastel es una pintura con luz superficial. Su brillantez reside en su opacidad de polvo -maravillosa paradoja. Las demás pinturas están mezcladas con un vehículo que las diluye, lo cual permite un teclado enorme de transparencias y opacidades. Otras, con un aglutinante más sólido, que si bien son más resistentes, no ofrecen la fascinación elemental que me seduce de este material único”

## Octavio Paz
De acuerdo con Octavio Paz, "Lo interesante de él era la búsqueda, la inquietud y la falta de satisfacción que sentía con lo que hizo, que es un síntoma de indudable talento. Era un hombre inteligente, un pájaro raro." Encontrar los elementos más simples y componer con ellos, en un sentido casi musical, parece ser el objetivo que guía la formación de sus nuevos personajes.